# Mastodon (logiciel)
Pour le groupe de musique, voir Mastodon (groupe).
Mastodon est un logiciel de microblogage libre et open source fonctionnant sur le protocole ActivityPub.
Il permet de créer un réseau social décentralisé et fédéré (un des constituants du Fediverse) via une fédération d'instances supportées chacune par leur propre serveur physique (auto-hébergé ou chez un prestataire d'hébergement). Chaque instance est contrôlée par un administrateur (un particulier ou un organisme) qui y établit ses propres règles de modération et directives de contenu, pouvant choisir la manière dont les utilisateurs ont accès à l'inscription (ouvert à tous, sur invitation, sur demande, fermé, etc.), et bien d'autres fonctionnalités de régulation.
Le serveur utilise le framework Ruby on Rails, le client par défaut est une interface web écrite en JavaScript (React.js et Redux), les données sont stockées dans Redis et PostgreSQLet la recherche en texte intégral nécessite Elasticsearch.
L’ensemble est disponible sous licence AGPL 3-0.
En janvier 2025, environ 1 million d'utilisateurs utilisent chaque mois une instance Mastodon, parmi un total d'au moins 7,7 millions de comptes créés, répartis sur un peu plus de 10 000 instances.

## Histoire
Mastodon est créée en octobre 2016 par Eugen Rochko, un jeune développeur allemand récemment sorti de l'université. Elle est fondée comme une alternative à Twitter, face au risque de rachat de ce dernier par « un autre milliardaire controversé ».
Le 5 avril 2017, l'instance mastodon.social, créé et géré par Eugen Rochko, ne peut plus gérer le nombre important de nouveaux comptes créés quotidiennement et doit clore les inscriptions pour ne pas dépasser ses limites techniques.
La structure fondatrice de Mastodon est enregistrée par son fondateur en tant qu'organisation non-lucrative en Allemagne, sous le nom « Mastodon gGmbH », en août 2021.
En 2022, Eugen Rochko développe une application mobile client officielle pour android et iOs.
En décembre 2022, Eugen Rochko annonce avoir reçu 5 offres d'investissements de sociétés de la Silicon Valley, qu'il a refusées pour préserver le statut d’entreprise à but non lucratif .
En septembre 2023, la version 4.2 de Mastodon est publiée, elle simplifie les interactions et la fonction de recherche.
En janvier 2025, Eugen Rochko annonce la création d'une fondation à but non lucratif pour assurer indépendamment le développement de Mastodon.

## Fonctionnement
Au moment du lancement de Mastodon, un message était appelé un « pouet » (en anglais : toot). Depuis la version 4.0.0, le bouton servant à poster un message est simplement intitulé « Publier ».
Les messages peuvent atteindre 500 caractères sur Mastodon (ou plus selon la configuration de l'instance), alors que sur Twitter, les messages sont limités à 280 caractères (140 lors de la création de Mastodon), pour permettre plus de nuance que sur Twitter. Une bibliothèque d'emojis standardisés est disponible dans le formulaire de message et les administrateurs des instances peuvent en ajouter des personnalisés.
Il est possible de joindre une pièce jointe à un message : un fichier d'image (formats PNG, JPG ou GIF, d'une taille maximale de 8 Mo), de vidéo (aux formats MP4, M4V, MOV, WebM, d'une taille maximale de 40 Mo) ou de son (aux formats MP3, OGG, WAV, FLAC, OPUS, AAC, M4A ou 3GP, d'une taille maximale de 40 Mo). Pour les images et les vidéos, on est encouragé à ajouter une alternative textuelle (par un champ de texte) à destination des personnes aveugles ou malvoyantes. Pour les sons et les vidéos, on est encouragé à ajouter une description alternative aux sons à l'attention des personnes sourdes ou malentendantes.
Les paramètres de confidentialité peuvent être différents dans chaque message : on peut préciser si l'on souhaite qu'il soit visible uniquement par la ou les personnes qu'on y mentionne, ou bien visible uniquement par les abonnés (qui suivent le compte qui poste le message), ou bien non listé (il est visible par les abonnés et par toute personne qui consulte le profil, mais n'apparaît pas dans les résultats du moteur de recherche), ou encore entièrement public.
On peut ajouter un avertissement de contenu dans un message. Son contenu est alors masqué par défaut et chaque personne qui le voit peut décider si elle souhaite cliquer pour voir le contenu. Une courte description (qui peut se résumer à un ou deux mots-clés) indique ce que le message contient. Cette fonctionnalité est utilisée aussi bien pour ménager un avertissement au public sur du contenu sensible (violence, sexualité) que pour des raisons plus légères (éviter de divulgâcher l'intrigue d'un film, ou même masquer la réponse à une devinette). Les messages font un usage fréquent des mots clés, en anglais hashtags, qui facilitent grandement les recherches par thèmes.
Il est possible de répondre à un message (cliquer sur un message permet d'afficher les éventuelles réponses qu'il a entraînées) ou de le relayer, ce que le réseau appelle « booster ». En revanche, Mastodon ne permet pas de citer un message, le créateur du réseau considérant que cette fonctionnalité encourage des comportements toxiques sur le réseau en favorisant les effets de rameutage lorsque deux utilisateurs se contredisent et que chacun cite l'autre en invitant ses abonnés à venir renchérir dans son sens contre l'autre sur la conversation.
Pour réagir à un message autrement qu'avec une réponse, on peut l'ajouter à ses favoris (en anglais favourites en cliquant sur l'étoile qui figure sous le message ; c'est l'équivalent d'un « J'aime » sur d'autres réseaux). La personne qui a posté le message reçoit une notification quand des gens l'ajoutent à leurs favoris. Le lien « Favoris », sur la page d'accueil, permet d'accéder à tous les messages qu'on a ajoutés à ses favoris jusqu'à présent.
Il existe également des marque-pages (en anglais : bookmarks). À la différence des favoris, les marque-pages sont privés et ne donnent pas lieu à des notifications. Ils constituent simplement un moyen de garder un message sous la main pour le relire à loisir.

### Instances
Chaque compte utilisateur est lié à une instance, comme pour les autres protocoles fédérés (tel que le courrier électronique sous le protocole SMTP) et les autres logiciels utilisant ActivityPub. Chaque utilisateur dispose ainsi d'une adresse unique sous la forme @utilisateur@instance. Il existe parfois de légères différences au niveau des fonctionnalités entre instances, par exemple la limite du nombre de caractères par message.
De nombreuses instances sont disponibles, certaines étant généralistes et d'autres thématiques, par exemple :
- par localité comme mstdn.jp au Japon, dont l'administrateur, pixiv, ouvre également l'instance Pawoo.net[23],
- par centre d'intérêt comme Minecraft[Information douteuse], le droit des animaux, la cybersécurité, le militantisme, etc[9],
- par institution comme Numerama[24] ou l'Union européenne[25],
- ou regroupées autour des communautés comme la communauté LGBT[26] ,

et cela notamment grâce à la possibilité de lire un flux public local ou à la possibilité de bloquer l'accès à d'autres instances : une instance peut choisir de rester isolée, ce qui revient à créer un réseau social local, par exemple interne à une institution ou à une entreprise.
De plus, grâce à cette dernière fonctionnalité, une instance dont les utilisateurs postent massivement des messages à contenu illégal ou haineux peut ainsi se retrouver bloquée et isolée par les autres.
Un utilisateur peut transférer son compte vers une autre instance s'il souhaite en changer.

### Fil d'actualité et liste
Chaque utilisateur peut en « suivre » d'autres afin de voir s'afficher les messages que ces gens postent. Ces messages s'affichent alors dans des « fils » d'actualité, visibles depuis la page d'accueil.
Il n'y a pas d'algorithme sur Mastodon (contrairement à Twitter et à la plupart des réseaux sociaux commerciaux). Sur Mastodon, lorsqu'on suit un compte, on voit s'afficher sur son fil en page d'accueil (en anglais, la timeline) tous les messages postés par ce compte, dans l'ordre chronologique. Tandis que sur Twitter et sur la plupart des réseaux sociaux commerciaux, on ne voit qu'une sélection opérée par l'algorithme du réseau selon les centres d'intérêts réels ou supposés de l'utilisateur.
En plus du fil que chaque utilisateur se compose avec les comptes qu'il suit, Mastodon propose deux fils d'actualités plus généraux : le fil public local, qui présente les messages des utilisateurs de l'instance de l’utilisateur, et le fil public global, qui présente les messages des utilisateurs de toutes les instances fédérées.
Il est également possible de créer des listes, chaque liste regroupant plusieurs utilisateurs que l'on suit (par exemple en fonction d'un thème). Ces listes sont personnelles et non publiques.
Mastodon permet de suivre d'autres utilisateurs de Mastodon, mais on peut aussi suivre des utilisateurs d'autres réseaux sociaux libres du Fediverse utilisant le protocole ActivityPub. Un utilisateur de Mastodon peut ainsi suivre des gens qui postent sur le réseau de partage de vidéos Peertube, sur le site de partage d'images Pixelfed, sur le réseau social Friendica, etc. En septembre 2023, Wordpress implémente les fonctionnalités nécessaires pour suivre un blog Wordpress depuis un compte de Mastodon et des autres réseaux du Fediverse.

### Fonction de recherche
À ses débuts, Mastodon ne permet pas la recherche en texte intégral dans l'ensemble des messages postés sur le réseau. Ce choix vise à conserver une certaine intimité dans les conversations en empêchant les individus et les entreprises de chercher leur propre nom sur tout le réseau et de s'inviter dans toutes les conversations qui parlent d'elles. Le moteur recherche en revanche cherche parmi les mots-clés (hashtags), ce qui laisse le choix à chaque utilisateur d'inclure ou non des mots-clés dans un message. On peut rechercher des utilisateurs en entrant leur adresse Mastodon (@utilisateur@instance) dans le moteur de recherche.
Plus tard, la version 4.2 implémente une fonctionnalité de recherche en texte intégral, qui permet d'effectuer des recherches dans l'ensemble du texte des messages et pas seulement dans les mots-clés. Cette fonctionnalité est pensée sur le mode de l'opt-in : chaque internaute disposant d'un compte peut décider, dans ses paramètres de confidentialité, d'autoriser ou non les recherches en texte intégral dans ses messages. La fonction de recherche est également améliorée avec l'autocomplétion et une présentation classant les résultats selon qu'il s'agit de messages, de mots-clés ou de comptes.

### Données personnelles
Étant donné que Mastodon est libre et open source, le logiciel ne récolte aucune donnée personnelle à des fins commerciales. Les données personnelles d'utilisation sont stockées sur le serveur de l'instance, donc gérées par un tiers si l'instance choisie est publique, ou par soi-même si l'instance est administrée personnellement,.

### Interdiction de traitement des données par des intelligences artificielles
En juin 2025, L'association Mastodon gGmbh, qui gère l'instance mastodon.social, annonce modifier ses conditions d'utilisation au 1er juillet 2025 pour interdire l'exploitation des données du réseau par des intelligences artificielles ou plus généralement l'extraction de données et le traitement automatisé. L'âge minimum est aussi remonté de 13 ans à 16 ans,.

## Modèle économique
Le projet Mastodon refuse la publicité et collecte ses fonds grâce aux dons. En 2022, son compte Patreon dénombre 9 400 donateurs qui ont généré un revenu mensuel de 31 300 euros.
L'existence de nombreuses instances permet de répartir le coût d'entretien des serveurs entre davantage de personnes, ce qui s'accorde avec le fonctionnement open source et non commercial du réseau. En effet, contrairement à Twitter et à la plupart des réseaux sociaux commerciaux, il n'y a aucune fonctionnalité d'affichage publicitaire dédiée sur Mastodon : chaque instance est libre de choisir son modèle économique, qui repose la plupart du temps sur les dons. Le réseau est d'ailleurs souvent présenté dans les médias comme une alternative à Twitter mue par une philosophie différente.
En 2022, Eugen Rochko indique avoir reçu plus de cinq offres d’investissement de la part de sociétés de capital-risque localisées dans la Silicon Valley, qui proposaient des investissements massifs en échange d'une prise de participation dans la société Mastodon. Eugen Rochko refuse toutes les offres afin que le projet Mastodon reste indépendant d'éventuels actionnaires,.

## Communauté

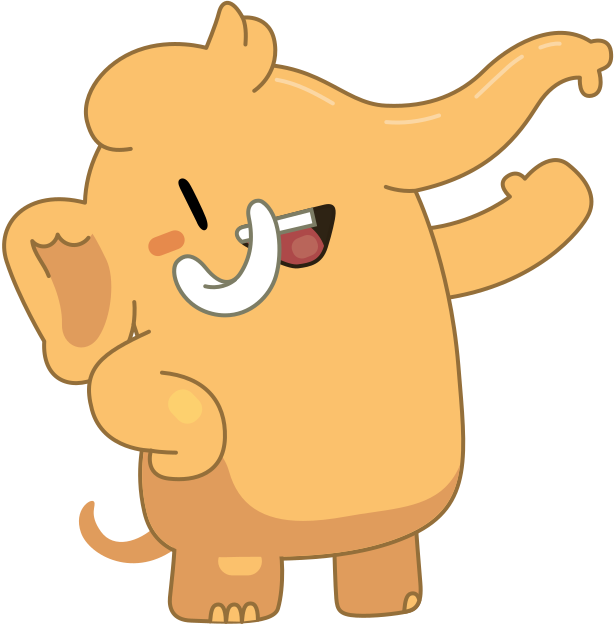
La mascotte du réseau, un mastodonte.

En avril 2017, le réseau connaît une forte croissance. Un nombre important de Français commencent à s'inscrire à la suite de la sortie de plusieurs articles, dont un premier sur Numerama le 3 avril, date à laquelle le réseau compte 31 000 utilisateurs. Le réseau passe alors de 20 000 comptes fin mars 2017, à 200 000 le 14 avril, puis 350 000 le 19 avril. Le nombre d'instances dépasse alors 1 000. Les tout premiers utilisateurs sont parfois des curieux venus de Twitter qui regrettent l'esprit bon enfant des débuts de ce dernier, mais aussi des partisans du logiciel libre qui en apprécient l'éthique non commerciale, ouverte et plus attentive aux bonnes relations entre utilisateurs.
En France, des instances publiques sont proposées par des fournisseurs d'accès à internet alternatifs comme Tetaneutral à Toulouse ou Aquilenet en Aquitaine, l'association de défense des libertés en ligne la Quadrature du Net, ou Framasoft, ainsi que des instances privées, comme celle de Numérama réservée à ses journalistes.
Le 20 avril 2017, la DINSIC (mission Etalab) lance une instance (dont la fermeture est ensuite annoncée pour 2021) réservée aux agents publics de l’État français, créant ainsi la première utilisation du réseau par un gouvernement. Toujours en France, le journal en ligne Mediapart y est présent dès 2017, de même que Le Monde et Le Télégramme,.
En juin 2018, les instances Mastodon comptent 1,2 million d’inscrits pour 2000 instances actives et 134 millions de messages échangés. Les trois instances comptant le plus de membres sont deux instances japonaises, Pawoo.net avec 375 000 membres et Mstdn.jp avec 161 000 membres, suivies par la plus ancienne instance du réseau, mastodon.social, instance allemande qui compte alors 162 000 membres. La toute première instance française, Mastodon.xyz, compte à ce moment 15 800 membres. En octobre 2018, le réseau compte 1 627 557 utilisateurs enregistrés sur 3,460 instances et celles qui comptent le plus grand nombre d'utilisateurs sont mastodon.social, mstdn.jp, switter.at, pawoo.net et friends.nico.
En 2019, l'utilisation d'une instance Mastodon connaît une très forte croissance en Inde à la suite de la suppression du compte Twitter du juriste Sanjay Hegde, qui a suscité la polémique, ainsi que par des révélations selon lesquelles Twitter modérerait uniquement les comptes de castes inférieures.
Fin 2021, le réseau de Mastodon compte 2,7 millions d'utilisateurs, dont environ 930 700 inscrits cette année-là, le tout réparti sur 2551 instances actives.
Fin avril 2022, le rachat de Twitter par Elon Musk suscite des inquiétudes quant à l'avenir de la politique de modération et pousse certains utilisateurs à migrer sur une instance Mastodon,,. Plus de 80 000 nouveaux utilisateurs s'y inscrivent durant les 48 heures après l'annonce du rachat, à un moment où le réseau compte environ 2 millions d'utilisateurs. Un nouveau pic d'inscriptions se produit à partir du 27 octobre, date de la confirmation du rachat de Twitter par Musk. Le réseau compte alors 3 millions d'utilisateurs. En huit jours, le réseau enregistre 230 000 créations de comptes. Entre le 27 octobre et le 7 novembre, plus de 487 000 nouveaux comptes sont créés, ce qui porte le nombre d'utilisateurs des instances de Mastodon à 6,3 millions (il en comptait 4,5 millions le 22 octobre). Le 16 décembre 2022, après avoir suspendu des comptes de journalistes, Twitter suspend le compte Mastodon et supprime les liens Mastodon dans les tweets.
La même année, l'Union européenne crée sa propre instance. La Cour de justice de l'Union européenne est la première institution de l'UE à y créer un compte publiant du contenu spécifiquement en français. Exploitée avec succès pendant deux ans, celle-ci est néanmoins fermée le 18 mai 2024.
Au Canada, l'Autorité canadienne pour les enregistrements Internet (Canadian Internet Registration Authority, CIRA) annonce en novembre 2022 un partenariat avec l'instance Mastodon du Canada mstdn.ca, qui était passée de 60 à 22 000 utilisateurs inscrits au cours du mois. La CIRA apporte un soutien financier à l'instance pour faire face aux coûts de maintenance croissants liés à sa forte croissance.
Entre octobre et novembre 2022, le réseau de Mastodon passe d'environ 300 000 utilisateurs actifs mensuels à 2,5 millions. Sa croissance suscite l'intérêt des entreprises. Le 21 décembre 2022, l'instance Mastodon Pawoo, qui est alors la deuxième instance la plus fréquentée avec plus de 800 000 utilisateurs (principalement basés au Japon), est achetée par l'entreprise Social Coop Ltd, filiale de Mask Network, qui en prend en charge la maintenance technique et la modération.
Les logiciels client permettant de communiquer avec les instances de Mastodon se multiplient fin janvier 2023 après l'interdiction subite par Twitter des applications tierces et que plus de développeurs s'intéressent alors à Mastodon. La plate-forme de blogs Medium se crée une instance Mastodon en janvier puis, en avril, ajoute une fonctionnalité permettant d'intégrer des publication de Mastodon dans des billets sur les blogs Medium. En février, l'agrégateur d'actualités et de réseaux sociaux Flipboard se crée une instance et inclut un client Mastodon dans ses fonctionnalités.
La fondation Mozilla annonce en décembre 2022 la création d'une instance Mastodon mozilla.social. Cette instance lance une phase bêta privée en mai 2023, en attendant d'être rendue accessible au public.
En 2023, un article est publié dans la revue Nature en même temps que sur le site Zenodo du CERN appelle à l'usage du réseau de Mastodon, qui permet selon leurs auteurs une meilleure liberté de parole que Twitter. Ces derniers rappellent que la communauté scientifique avait quitté FriendFeed en 2009, après son rachat par Facebook. Ils font aussi le parallèle avec la publication scientifique, en rapprochant la propriété privée des entreprises qui détiennent les réseaux sociaux et celles qui détiennent les publications scientifiques, et proposent de « protéger l'ensemble des documents scientifiques des caprices des entreprises ». Ils appellent les sociétés savantes à ouvrir leur propre instance, comme international Neuromatch, du European Laboratory for Learning and Intelligent Systems, du Dutch Centre for Science and Technology Studies, du Irish Dublin Institute for Advanced Studies, du German Helmholtz Centers, du Max Planck society et de la Society for Digital Humanities.
En juillet 2023, l'entreprise américaine Meta lance le réseau social Threads, conçu pour être compatible avec le standard ouvert ActivityPub utilisé par de nombreux projets du Fediverse, dont Mastodon. Cependant, en quelques jours, plus de 500 administrateurs et administratrices d'instances Mastodon décident de bloquer l'instance Threads par défiance envers la politique d'entreprise de Meta, notamment en matière de prévention du cyberharcèlement et de protection des données personnelles des internautes.
Début octobre 2023, la rectification d'une erreur de codage dans le comptage des utilisateurs actifs de Mastodon montre que le réseau possède 407 814 utilisateurs actifs de plus, et 2,34 millions d'utilisateurs enregistrés de plus, que ce que les statistiques indiquaient précédemment. Cela porte le réseau de Mastodon à 1,8 million d'utilisateurs actifs mensuels et 10 000 instances  début octobre 2023.
Début 2024, Mozilla annonce, dans un mémo interne, réduire considérablement ses investissements sur mozilla.social, lancé un an plus tôt.
En janvier 2025, Eugen Rochko annonce que Mastodon projette de créer une structure à but non lucratif basée dans l'Union européenne et qui aura le contrôle des éléments-clés de l'écosystème du réseau, afin de s'assurer qu'une seule personne ne puisse pas en prendre le contrôle,.

## France
L'utilisation du réseau de Mastodon en France s'est accrue en plusieurs vagues, notamment en avril 2017 et depuis 2022, dès l'annonce du rachat de Twitter (devenu X) par Elon Musk — dont les décisions sont qualifiées d'ubuesques et sa stratégie d'outrancière — qui lui donne un pouvoir de nuisance et dont il se sert pour pousser son agenda réactionnaire et influencer des élections, au mépris des règlementations.
Avec une réputation tenace de toxicité ambiante, reconnue par deux des cofondateurs de Twitter,, les reproches exprimés à l'égard de cette plateforme sont nombreux et leur cumul motivent la recherche d'alternatives. Parmi les critiques négatives, on relève les sentiments d'enfermement dans des bulles informationnelles, d'être pris dans des biais de confirmation, de soumission à des mécanismes de récompenses. Par ailleurs, des utilisateurs et utilisatrices de ce grand espace géré par une unique entreprise et régi par des algorithmes de recommandation, ne supportent plus les habituels torrents de haine, la surenchère, la moquerie, le pointage de ce qui ne va pas pour susciter l'indignation, ce côté typique où l'on cherche à se mettre en avant, les nombreux surgissements indésirés et incontournables de sujets graves et parfois sensibles, la forte présence de militants d'extrême droite et d'extrême gauche[réf. nécessaire], la modération laxiste — envers ceux qui harcèlent, insultent, violentent et menacent de mort les personnes LGBTI — ainsi que la désinformation et la brutalisation des échanges. Il existe d'autres critiques concernant les fonctionnalités nécessitant un abonnement payant, telles que la possibilité de lire plus de 600 tweets par jour et celle de rédiger des messages de plus de 280 caractères. Des internautes lassés d'être harcelés ou encore de l'expansion de la désinformation sur X le délaissent — c'est le cas notamment de scientifiques et vulgarisateurs harcelés du fait de leur défense de l'environnement — et certains rejoignent le fédiverse.
Début 2025, médias, organisations et surtout des millions de citoyens et citoyennes ont quitté la plateforme — un départ massif plus important encore qu’au moment du rachat de Twitter en 2022 — notamment en rejoignant le mouvement HelloQuitteX qui facilite la migration des comptes X vers Mastodon et Bluesky Social. Cependant, Basta ! en lien avec d’autres médias indépendants, ne se limitent pas à quitter un réseau pour un autre : en remplacement, ils déploient une stratégie multicanaux, telles que l’animation de comptes Mastodon et BlueSky, la création d’un Portail des médias indépendants, la construction d’une relation plus directe avec leurs publics, hors des GAFAM, grâce aux lettres d’informations, à des événements ou encore à la structuration de communauté de soutiens,,,,,.

## Applications tierces
En plus de l'interface web par défaut et des applications mobiles officielles, plusieurs services en ligne et logiciels clients, proposés par des tiers, sont capables d'interagir avec l'API de Mastodon. Le site de l'éditeur référence ces solutions tierces en indiquant le type de plateforme (web ou SE), si elles sont gratuites ou payantes, si leur licence est open source.